# Radiance of the Seas
Le Radiance of the Seas est un paquebot de Royal Caribbean, construit  à Meyer Werft.